# Липовець (притока Лужанки)
Липовець — притока річки  в Україні, у Тячівському районі Закарпатської області. Права притока Лужанки (басейн Дунаю).

## Опис
Довжина річки приблизно 3 км. Формується з багатьох безіменних струмків.

## Розташування
Бере початок на сході від села Велика Уголька. Тече переважно на схід і в селі Широкий Луг впадає у річку Лужанку, праву притоку Тересви.